# Lokomotiva 754
Lokomotiva řady 754 je dieselová lokomotiva s elektrickým přenosem výkonu, vyrobená pro Československé státní dráhy (ČSD) v pražské lokomotivce ČKD v letech 1975–1980 pod označením T 478.4 jako vylepšená verze předchozí lokomotivy T 478.3, určená především pro osobní a rychlíkovou dopravu. Lokomotiv mělo být původně vyrobeno mnohem víc, ale v důsledku úmyslně založeného požáru závodu ČKD Naftové motory v Praze-Smíchově v létě 1980 byla výroba zastavena po vyrobení pouhých 86 kusů. Po obnovení výroby už ČSD o výrobu více lokomotiv ztratily zájem a objednávka dalších sérií byla stornována. První dva prototypy vyrobené roku 1975 byly později pro svou značnou odlišnost od sériových strojů přeznačeny na řadu 750 (inv. čísla 409 a 410) a v letech 2011–12 rekonstruovány na řadu 750.7 (dnešní 750.711 a 712).

## Vznik
Počátkem 70. let byla v ČKD zahájena hromadná výroba řady T 478.3 (753) a tento typ se rychle rozšířil do mnoha dep po celém Československu. Lokomotivy se osvědčily, disponovaly však pouze parním vytápěním souprav, zatímco začalo být po vzoru ostatních zemí především v dálkové dopravě preferováno topení elektrické. ČSD proto požadovaly novou dieselelektrickou lokomotivu pro použití v osobní dopravě, vybavenou topným alternátorem pro elektrické vytápění. Zadání řešil podnik ČKD, který pracoval se dvěma variantami – vývoje zcela nového typu rychlíkové lokomotivy, nebo jednodušší úpravy již vyráběné řady T 478.3. V roce 1974 byly vyrobeny prototypy nové řady T 499.0 a podrobeny zkouškám. Nabídly sice vysoký výkon a rychlost, EDB a další novinky, byly však příliš těžké a nespolehlivé. Jelikož začínala být situace neudržitelná, bylo rozhodnuto o urychlené přípravě řady T 478.4 s elektrickým topením, odvozené ze staršího typu. Prototypy byly dokončeny a předány na sklonku roku 1975 do lokomotivního depa Nymburk k otestování. Přestože stroje v mechanické části vycházely z řady T 478.3 prakticky beze změn, bylo na nich uplatněno mnoho nových prvků, původně určených pro typ T 499.0. Bylo na nich ověřováno zařízení ARR (Automatická regulace rychlosti), elektricky ovládané brzdiče a další novinky. Původně nízká spolehlivost, daná těmito dosud nepříliš vyzkoušenými řešeními, si však vyžádala pro sériovou výrobu mnoho úprav. Zahájena tak byla až v roce 1978.
Do léta 1980 bylo kromě dvou prototypů dokončeno 24 strojů ověřovací série a 60 strojů první série, celkem 86 strojů. Výrobu další série zhatil rozsáhlý požár závodu Naftové motory dne 19. července téhož roku. Zničeny byly obráběcí stroje i právě vyráběné díly do lokomotiv a výroba byla přerušena. Některé lokomotivy byly dodatečně zkompletovány až po dalších několika měsících a teprve poté zařazeny do provozu. V důsledku přerušení výroby také ČSD stornovaly objednávku na další lokomotivy a tento počet tak již zůstal konečný.

## Popis
Rozdíly oproti předchozí verzi spočívaly především ve zvýšení výkonu spalovacího motoru K 12 V 230 DR na 1 460 kW. Zvýšení je možné využít jen pro elektrické vytápění vlakové soupravy, kdy připadá nejvýše 260 kW pro elektrické topení vlaku, zbytek pro trakci. Netopí-li se, činí výkon pro trakci 1325 kW shodně jako u řady 753 (T 478.3). Byl dosazen topný alternátor ČKD A403 (400 kW, 133 A / 3000 V) pro vytápění vlakových souprav namísto parního vytápěcího zařízení, s ním odpadla i potřeba prostoru pro zásobu vody pro vytápění a celá nádrž je využita pro naftu. Lokomotiva řady 754 je dále vybavena elektrickým brzdičem DAKO, díky kterému bylo možné instalovat i systém ARR, proto byl nahrazen dosud používaný systém regulace otáček spalovacího motoru pomocí vačkového spínače spojitým řízením tzv. aripoty. Lokomotivy tím přišly o klasický kontrolér v podobě volantu, který umožňoval pouze skokovou regulaci v osmi výkonových stupních. Místo něj jsou osazeny dvě ovládací páky: směrová a regulační. Regulační páka umožňuje v režimu jízdy Manuální regulovat počet otáček motoru a v režimu jízdy ARR zadávat požadovanou rychlost jízdy vlaku.
Lokomotiva si pro svůj charakteristický vzhled čela, které se podobá brýlím, vysloužila přezdívku Brejlovec.

## Provoz

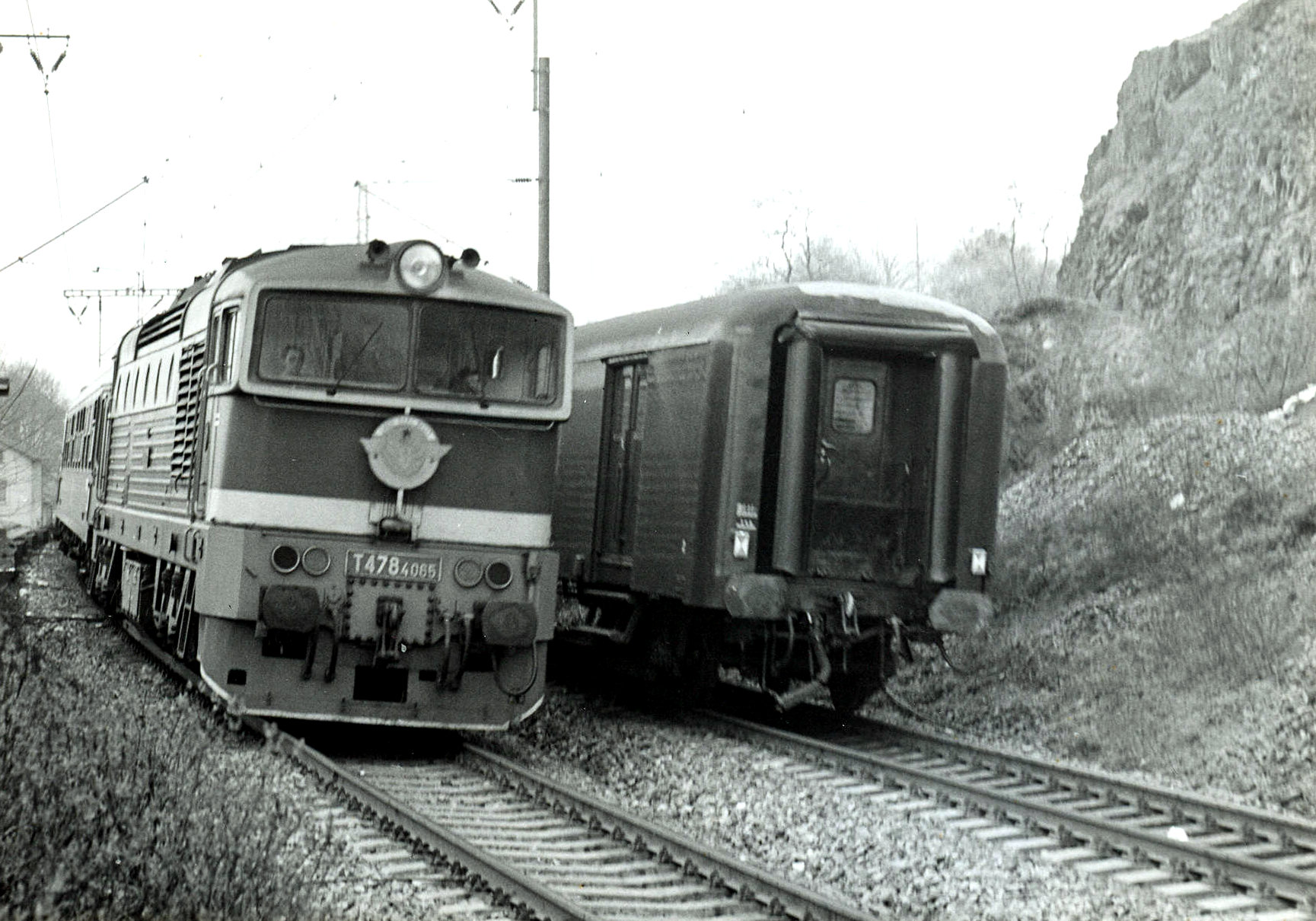
Snímek z provozu řady 754 na expresu Pannonia

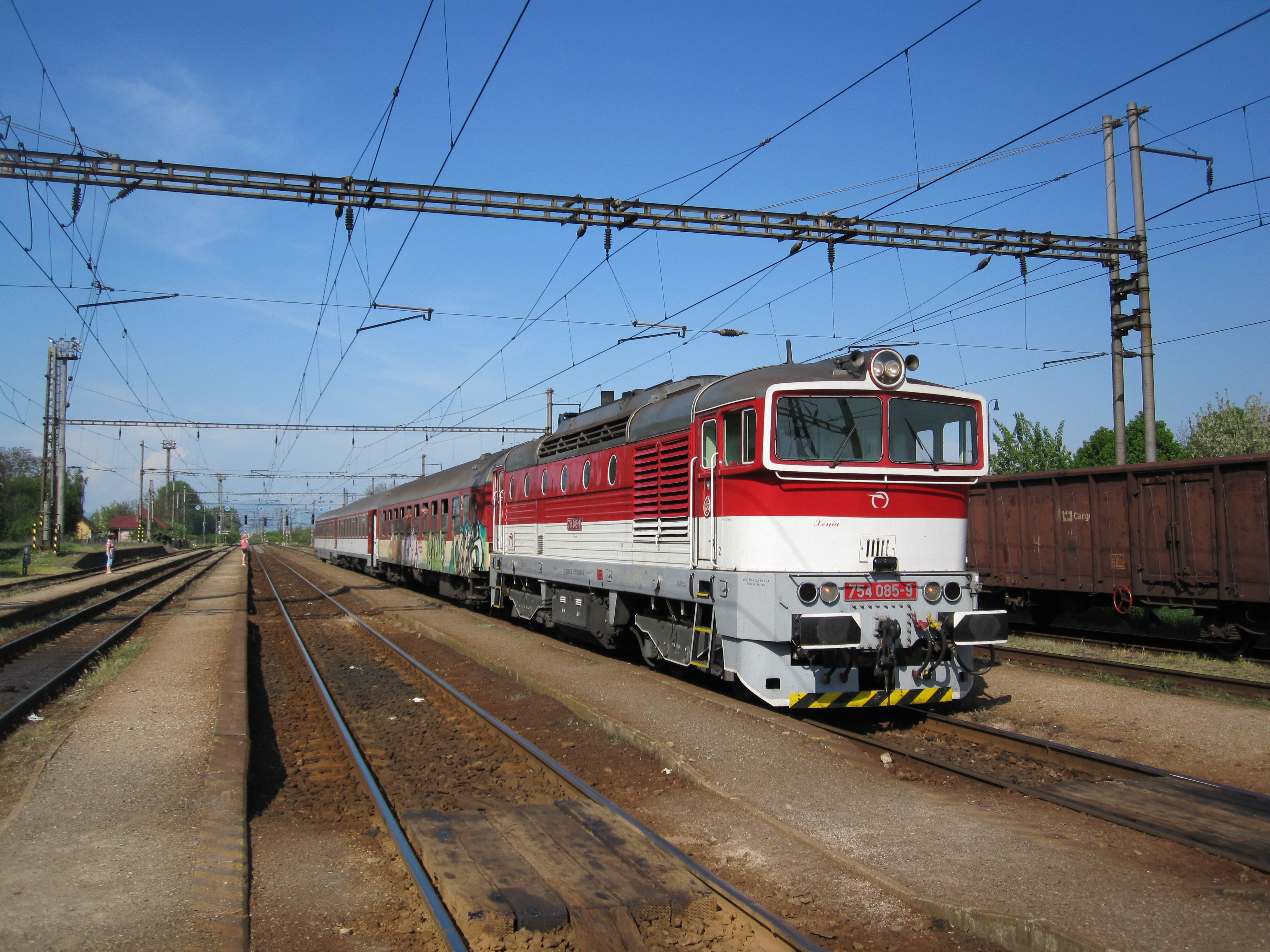
Stroj 754.085, depo Humenné

Stroje byly z výroby dodány do následujících dep:
Bratislava - 003–006, 011–014, 032–036, 071–073, 082–086
Plzeň - 007–010, 015–020, 027–030, 057–060
Brno dolní - 021–026, 041–046, 061–063, 074–076
Děčín - 031, 037–040, 047–051, 064–067
Zvolen - 052–056, 069, 070
Hradec Králové - 068, 077–081

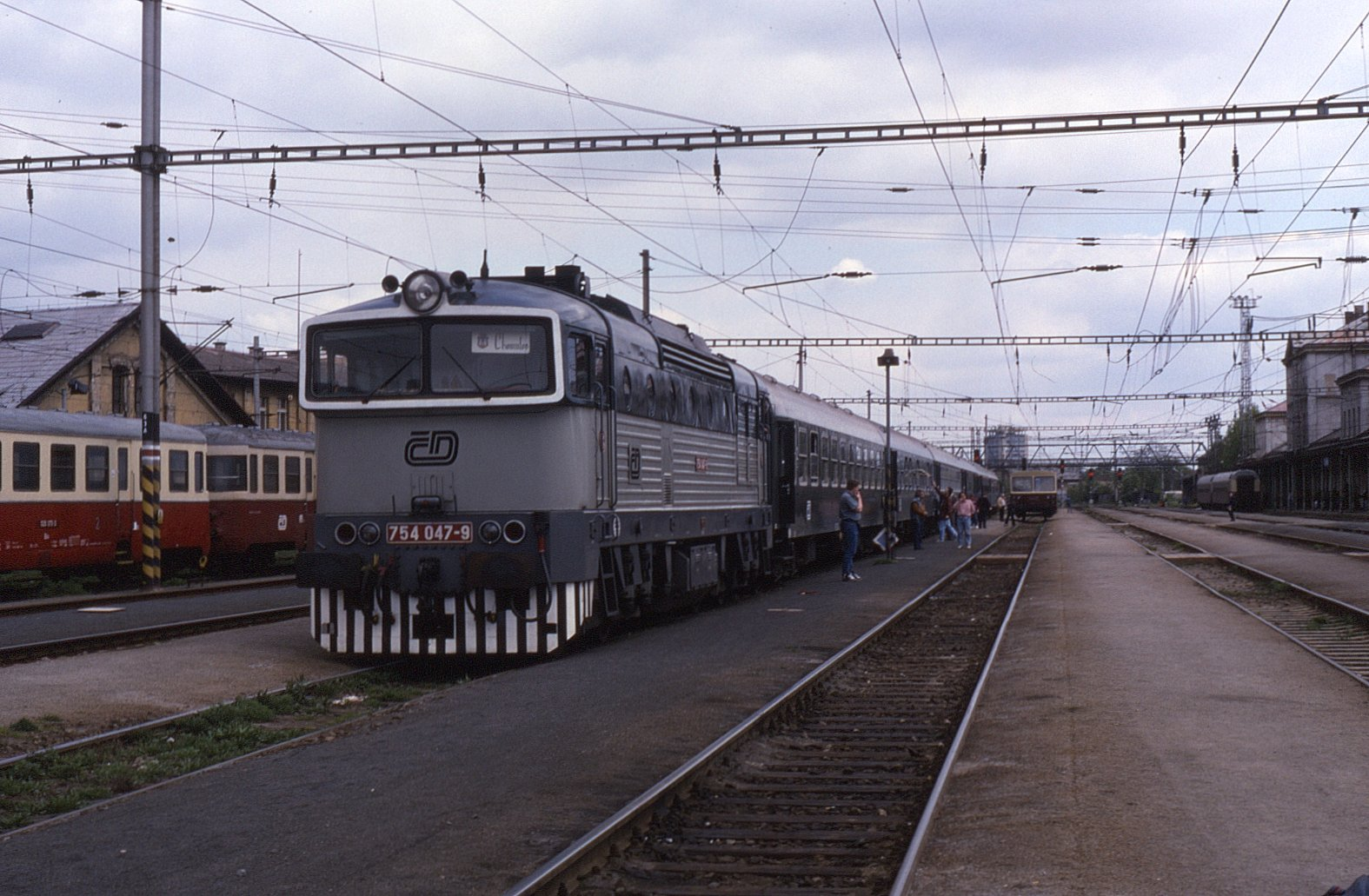
Lokomotiva 754.047 v Chomutově

Nové lokomotivy byly nasazeny do vozby nejdůležitějších rychlíků a expresů na neelektrifikovaných tratích, pod v děčínském depu vozily legendární expresy Hungaria, Pannonia nebo Vindobona v trase Děčín – Praha (ve dvojicích, spřažené na kabel dálkového řízení), v Brně rychlíky a osobní vlaky na trati Brno – Česká Třebová, ve Zvolenu to byl rychlík „Horehronec“ do Košic a jiné.

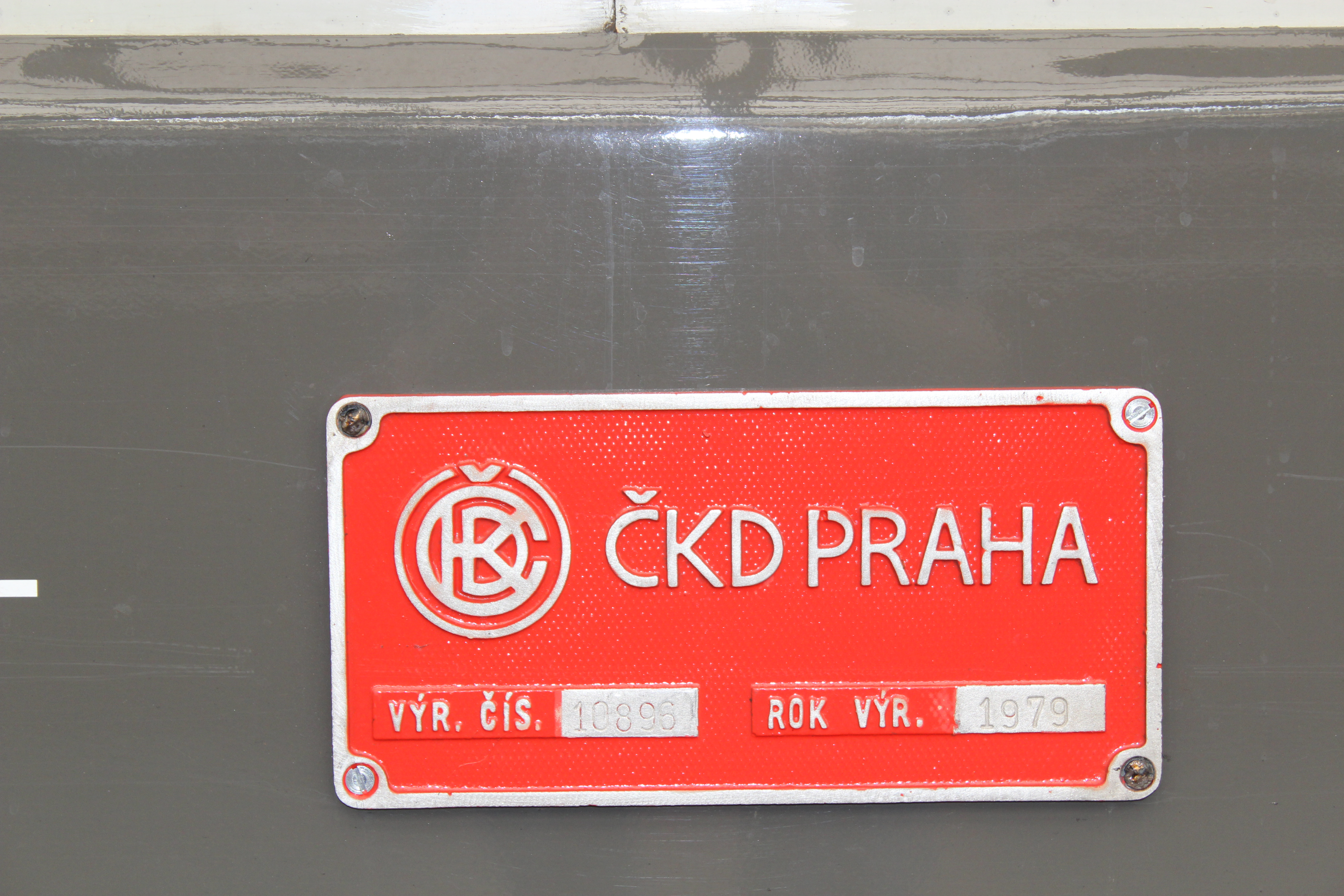
Výrobní štítek stroje 754.042

Postupem času, díky elektrizaci hlavních tahů a později kvůli citelnému úbytku výkonů v 90. letech, docházelo k přesunům lokomotiv mezi depy a nasazování na nové tratě, v roce 1987 se tak dostaly například do chomutovského depa, odkud vyjížděly na tehdy ještě neelektrizovanou trať do Karlových Varů a Chebu (expres „Thermal“), kdežto z královéhradeckého depa úplně odešly, a koncem 80. let bylo několik strojů předáno i do nejvýchodnějšího působiště této řady, depa Prešov (v roce 2008 byly po zrušení prešovského depa předány do depa Humenné, kde jezdí nyní).[kdy?] V letech 2000-2004 byly lokomotivy také dislokovány v depu Valašské Meziříčí, odkud byly přesunuty v závěru roku do DKV Ostrava (od roku 2007 PJ Bohumín). Zde jezdily na osobních a spěšných vlacích na trati 323 Ostrava - Frenštát pod Radhoštěm až do roku 2019, kdy začaly být přesouvány do jiných dep a nahrazovány řadou 750.7 (např. do Brna a Trutnova), které jezdí od prosince 2021 se soupravami push-pull Škoda 13Ev. V Bohumíně zůstávají zatím (4/2022) 4 stroje ř. 754.[zdroj?]
Po rozdělení majetku původních ČSD mezi nástupnické České dráhy (ČD) a Železnice Slovenskej republiky (ŽSR) v roce 1993 zůstalo v České republice 58 strojů (a oba prototypy) a na Slovensku 26. Lokomotivy byly konstruovány a vyráběny především pro použití v osobní dopravě, ale nasazení na nákladních vlacích nebylo občas výjimkou – v chomutovském depu vozily po „Podkrušnohorské magistrále“ (dnešní trať 140) uhelné vlaky, a to až do vzniku dceřiné společnosti ČD Cargo v roce 2007, jelikož všechny lokomotivy zůstaly ve stavu ČD. Po roce 2000 byly brněnské lokomotivy kvůli uzavření depa na dolním nádraží přesunuty do Maloměřic.
V jízdním řádu 2023/24 české lokomotivy denně vozily osobní a spěšné vlaky Brno – Jihlava, Brno – Veselí nad Moravou – Bylnice, Plzeň – Domažlice, rychlíky Klatovy – Železná Ruda, Hradec Králové - Trutnov a Veselí nad Lužnicí - České Velenice , o víkendech se objevují na „Posázavském Pacifiku“ v čele rekreačních osobních vlaků. V případě potřeby zaskakují i v čele rychlíků na tratích Brno – Jihlava, spěšných vlaků Zábřeh na Moravě – Jeseník a také na osobních vlacích na trati Ostrava - Frenštát pod Radhoštěm (místo lokomotiv 750.7).

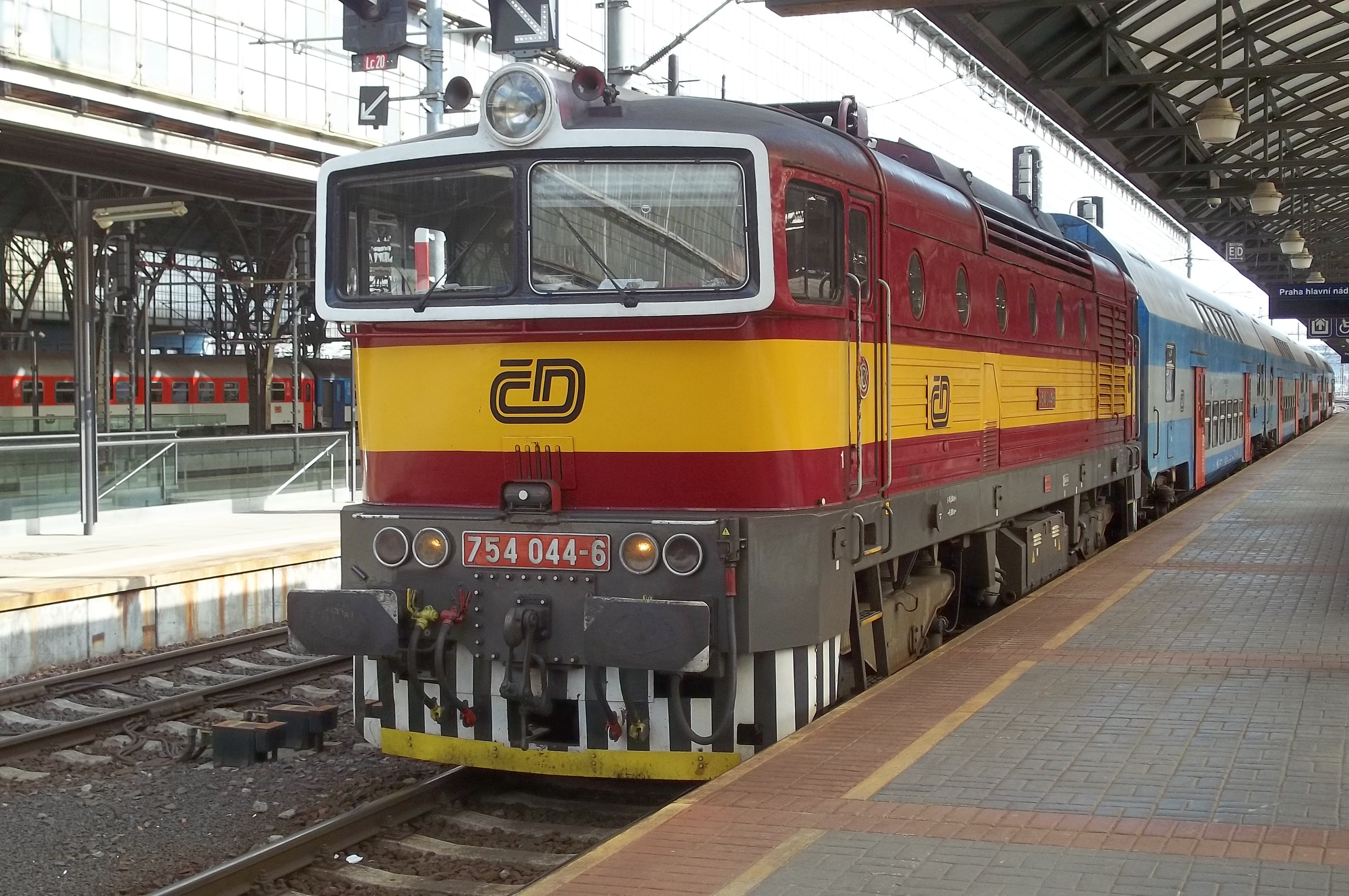
Lokomotiva 754 v Praze

Na Slovensku je jejich nasazení stabilnější, zvolenské lokomotivy zajišťují vozbu osobních vlaků do Fiľakova a Banské Bystrice, rychlíků Zvolen – Košice, vlaků kategorie REx do Žiliny a Margecan a zároveň slouží jako záloha za rekonstruované lokomotivy řady 757 na ostatních výkonech. Depo Prievidza denně nasazuje své stroje na osobní vlaky do Horné Štubně a Nových Zámků a na rychlíky do Leopoldova, odkud tyto vlaky do cílové Bratislavy vozí elektrické lokomotivy. Posledním provozovatelem těchto lokomotiv na Slovensku je depo Humenné, odkud lokomotivy vyjíždějí na rychlících do Trebišova a Košic a osobních vlacích do Prešova a Stakčína. V místním depu však během roku 2014 počet strojů řady 754 poklesl díky předání čtveřice přebytečných strojů do dep Zvolen a Prievidza a příchodu stejného počtu nových lokomotiv řady 757 ze Zvolena, které většinu výkonů převzaly; i zde slouží řada 754 spíše už jen jako záložní.[zdroj?]
Z původně vyrobených 84 sériových strojů neexistují pouze dva, stroj 754.017 byl těžce poškozen při nehodě v Jesenském dne 28. 6. 2002 a následně sešrotován, lokomotiva 754.038 byla po dlouholetém odstavení po nehodě v Klatovech v roce 1998 sešrotována v roce 2012. Během července 2014 byly po rozsáhlých požárech odstaveny lokomotivy 754.020 a 078 z depa České Budějovice; zatímco druhá jmenovaná byla po dvou letech chátrání přistavena roku 2016 do opravy, stroj čísla 020 zůstává jako zdroj náhradních dílů pro ostatní stroje. Oba prototypy byly pro svou značnou odlišnost od sériových strojů velmi neoblíbené a většinu svého života sloužily v depu Děčín. Ke konci provozu byly přičleněny k řadě 750 (inv. čísla 409 a 410) a definitivně byly odstaveny v roce 2011, jelikož byly vybrány k rekonstrukci na řadu 750.7.  Lokomotiva 750.711 slouží pod DKV Brno a stroj 750.712 pod DKV Olomouc, PJ Bohumín.[zdroj?]

### Pronájem na Slovensko
V souvislosti s politikou vlády Roberta Fica bylo na Slovensku zavedeno od 17. listopadu 2014 bezplatné cestování vlaky pro děti, studenty a důchodce. Kvůli plánovanému posílení souprav na většině vytížených spojů proto ZSSK s Českými drahami dojednaly pronájem pěti lokomotiv řady 754 a 40 starších ojetých osobních vozů. Na pronájem byly vybrány stroje 754.019, 029, 058, 059 a 060 (vše DKV Plzeň). Tyto lokomotivy pak spolu s pronajatými vozy po prohlídce odcestovaly dne 13. listopadu 2014 na Slovensko, kde začaly v depech Zvolen a Prievidza vozit vlaky po boku místních strojů řady 754. Koncem prosince však pronájem skončil a v noci z 30. na 31. prosince 2014 byly všechny lokomotivy převezeny zpět do ČR, kde byly poté přiděleny jednotlivým depům podle jejich potřeb.

### Polsko

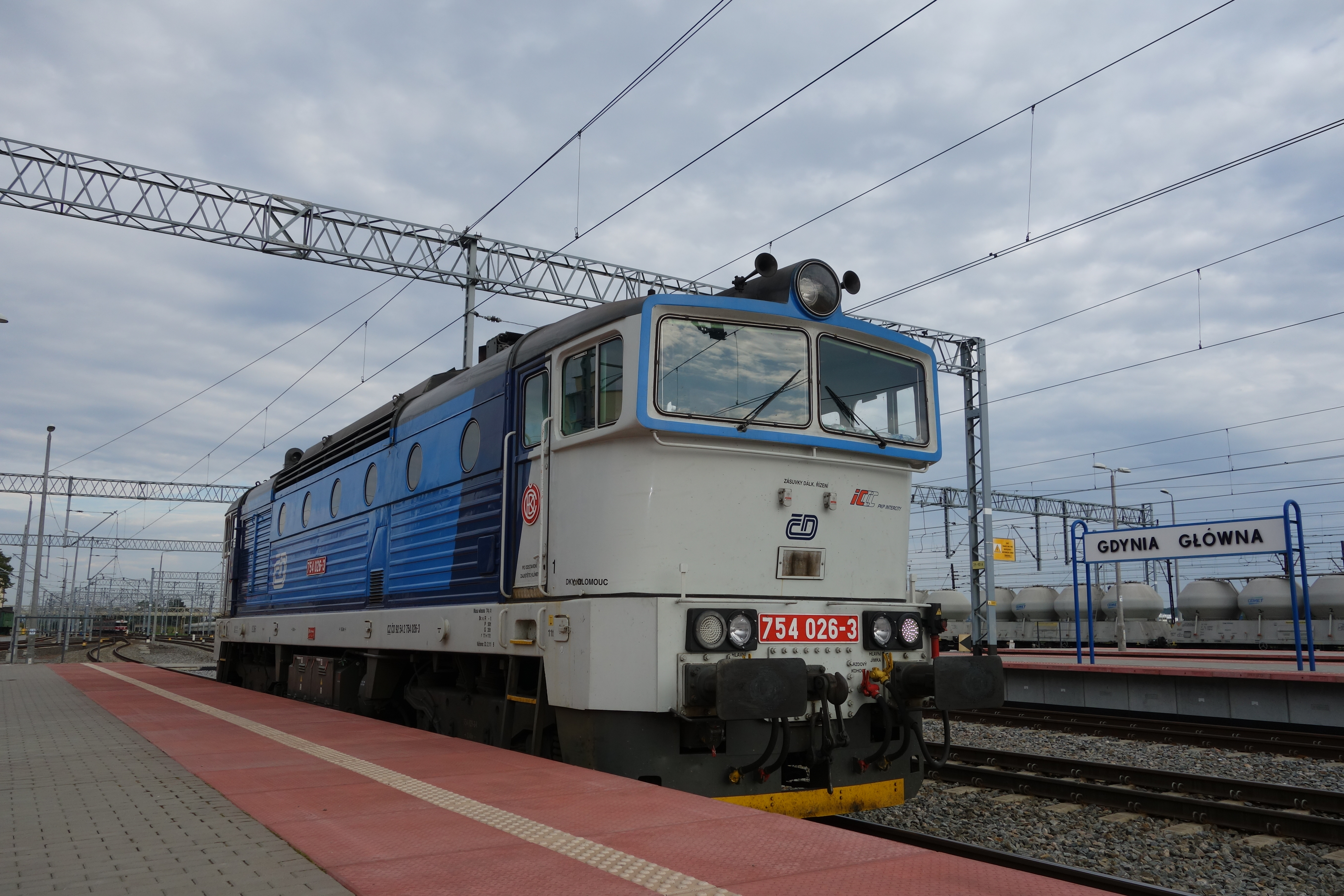
Lokomotiva 754.026 během provozu v Polsku

Vzhledem k dlouhodobému poklesu výkonů v osobní dopravě začaly kolem roku 2012 uvažovat České dráhy o dalším využití nadbytečných strojů řady 754. Díky tomu, že byla část strojů krátce po opravách vyšších stupňů a bylo by tak neekonomické tyto stroje odstavit nebo sešrotovat, bylo rozhodnuto je nabídnout k pronájmu ostatním železničním společnostem. Polská společnost PKP Intercity, součást státní Grupy PKP, provozující dálkovou vnitrostátní a mezinárodní osobní dopravu, se dlouhodobě potýkala s nedostatkem vhodných traťových motorových lokomotiv k dopravě rychlíků především na severovýchodě Polska, a tak na tuto nabídku zareagovala. V létě 2013 byla pro provoz v Polsku upravena první lokomotiva 754.025 (DKV Plzeň) a v září 2013 byla po příslušných úpravách odeslána na homologační zkoušky na zkušební okruh Institutu kolejnictwa u Żmigródu. Hlavní změny spočívaly v dosazení polského zabezpečovače, úpravě světel podle tamních norem aj. V červnu 2014 po úspěšném schválení polským drážním úřadem UTK a provedení dodatečných úprav definitivně odjela do Polska, aby jako první začala od 28.6. vozit pod depem Gdynia tři páry vlaků kategorie TLK z Gdynie do Helu. Následovaly ji další tři stroje čísel 026, 037 a 046 - první dvě odešly do depa Białystok, a 046 nahradila v Gdyni 025, která byla poté přesunuta taktéž do Białystoku. Pod tamním depem lokomotivy vozily rychlík "Hańcza" do Suwałek a dva páry vlaků na trati Ełk – Korsze. Po skončení letní sezóny a ukončení provozu rekreačních vlaků do Helu k nim v září přibyla i lokomotiva 046, která mezitím byla v bohumínském depu na opravě po vážné závadě. Později se k nim přidal i pátý stroj čísla 028.
Během zimy 2014/2015 byly všechny lokomotivy přesunuty do depa Rzeszów na jihovýchodě Polska, kde jsou nasazovány na trati do Zagórze. Přes léto se čísla 037 a 046 vrátila opět do Gdynie, aby tam vozila stejné rekreační vlaky jako předchozí rok. Vzhledem k postupujícím dodávkám nových lokomotiv pro PKP Intercity bylo počítáno s ukončením pronájmu v prosinci 2015 (s koncem platnosti starého GVD), pronájem však byl prodloužen i na následující rok.

## Modernizace a úpravy

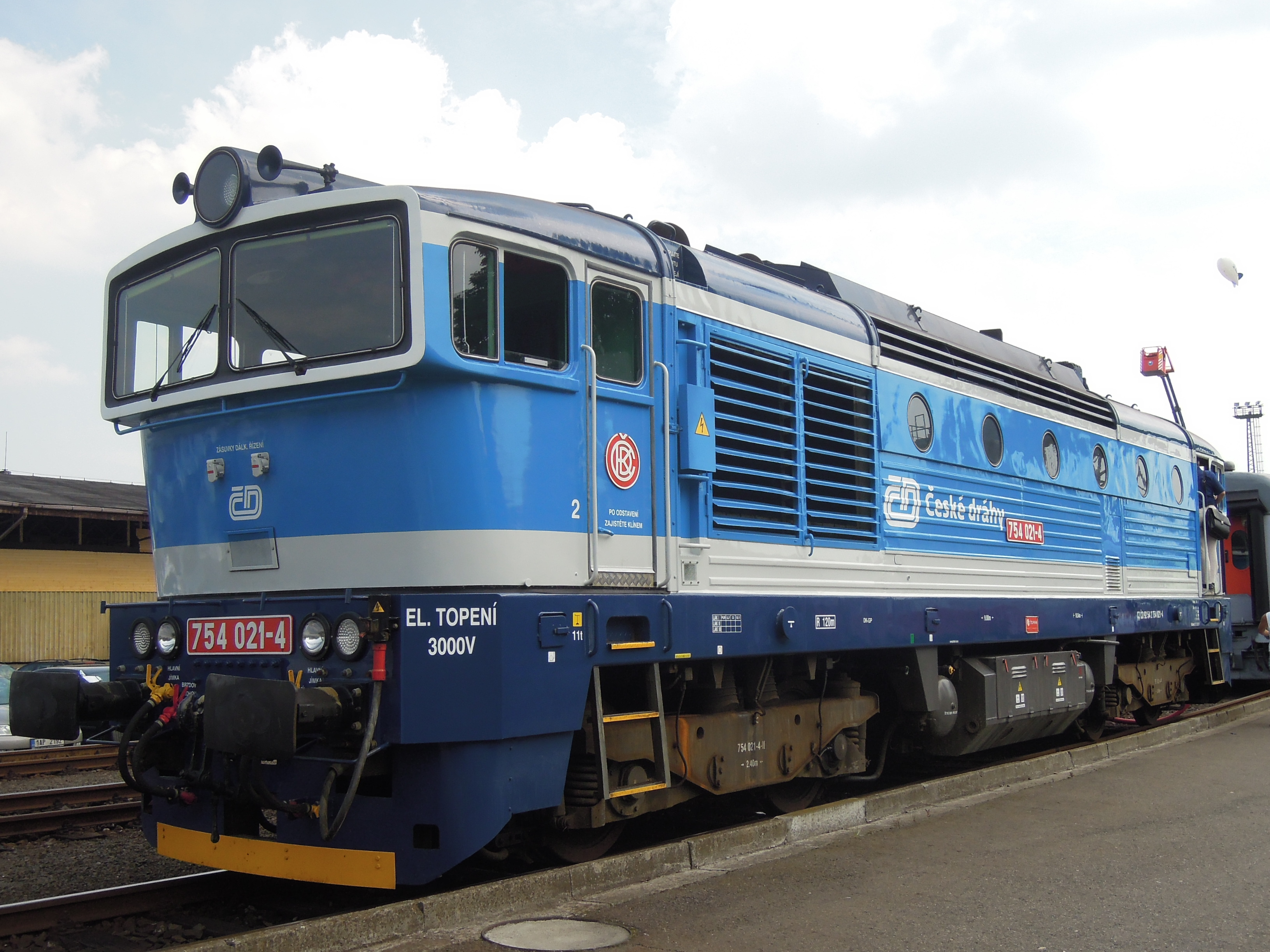
Řada 754 po modernizaci v korporátním nátěru Najbrt

V průběhu let byly lokomotivy předmětem nejrůznějších drobných úprav a modernizací. Zpočátku šlo spíše o úpravy, které si vyžádala původně nízká spolehlivost, daná zčásti malým zájmem výrobce a laxností odstraňování závad. S přibývajícím stářím lokomotiv však začaly být prováděny i větší změny ve snaze lokomotivy v rámci možností zmodernizovat, zvýšit ekonomičnost jejich provozu a prodloužit životnost o další roky. Už v devadesátých letech tak bylo v rámci hlavních oprav u většiny strojů přistupováno k náhradě původního uložení skříně na závěskách za uložení na pryžokovových sloupcích, které vykazuje nižší moment odporu proti natáčení podvozku.
Později však bylo přistoupeno i k modernizacím většího rozsahu, spojeným s úpravami na motoru a jeho regulaci. Jako první byly v letech 2000–2001 vybaveny lokomotivy 754.013 a 086 modernizovanými motory typu K 12 VZ 230 T, a to ve spolupráci s tehdy ještě fungující ČKD. Tato modernizace spočívala ve zdokonalení konstrukce motoru a dosazení některých součástí z kvalitnějších materiálů, díky kterým došlo ke zhospodárnění chodu motoru a prodloužení životnosti. Na lokomotivu 754.013 byl navíc dosazen elektronický řídící systém Lokel (v roce 2005 v rámci „druhé etapy“ modernizace této lokomotivy ještě upraven a vylepšen). Další v pořadí se stala brněnská lokomotiva 754.012, na kterou byl již roku 2000 dosazen elektronický regulátor výkonu, který byl o šest let později doplněn podobným řídícím systémem jako na lokomotivě 754.013, ale od firmy MSV elektronika.
Od roku 2007 byly lokomotivy Českých drah v rámci hlavních oprav osazovány řídícím a diagnostickým systémem MSV elektronika s možností řízení z řídicího vozu, dosazena jsou světla s LED, deformační prvky za nárazníky, úpravy na dvojčlenném řízení aj. Tyto modernizace byly prováděny v Dílnách pro opravy vozidel (DPOV) Nymburk. První takto modernizovanou lokomotivou je brněnská 754.018 (dokončena červen 2007), do současnosti ji doplnily stroje 754.006, 007, 008, 009, 015, 016, 021, 025, 026, 028, 029, 030, 037, 040, 041, 045, 046, 048, 049, 050, 062, 063, 064, 066, 067, 068, 074, 075, 076, 078 a 086.

## Galerie

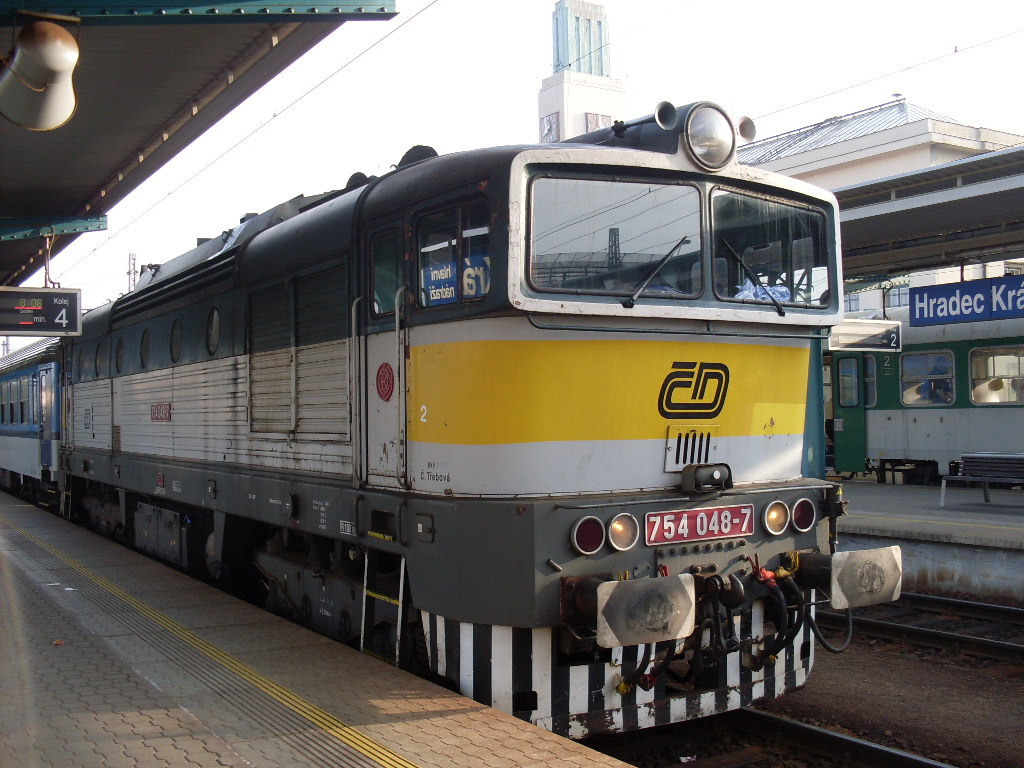
Lokomotiva 754.048 na nádraží v Hradci Králové
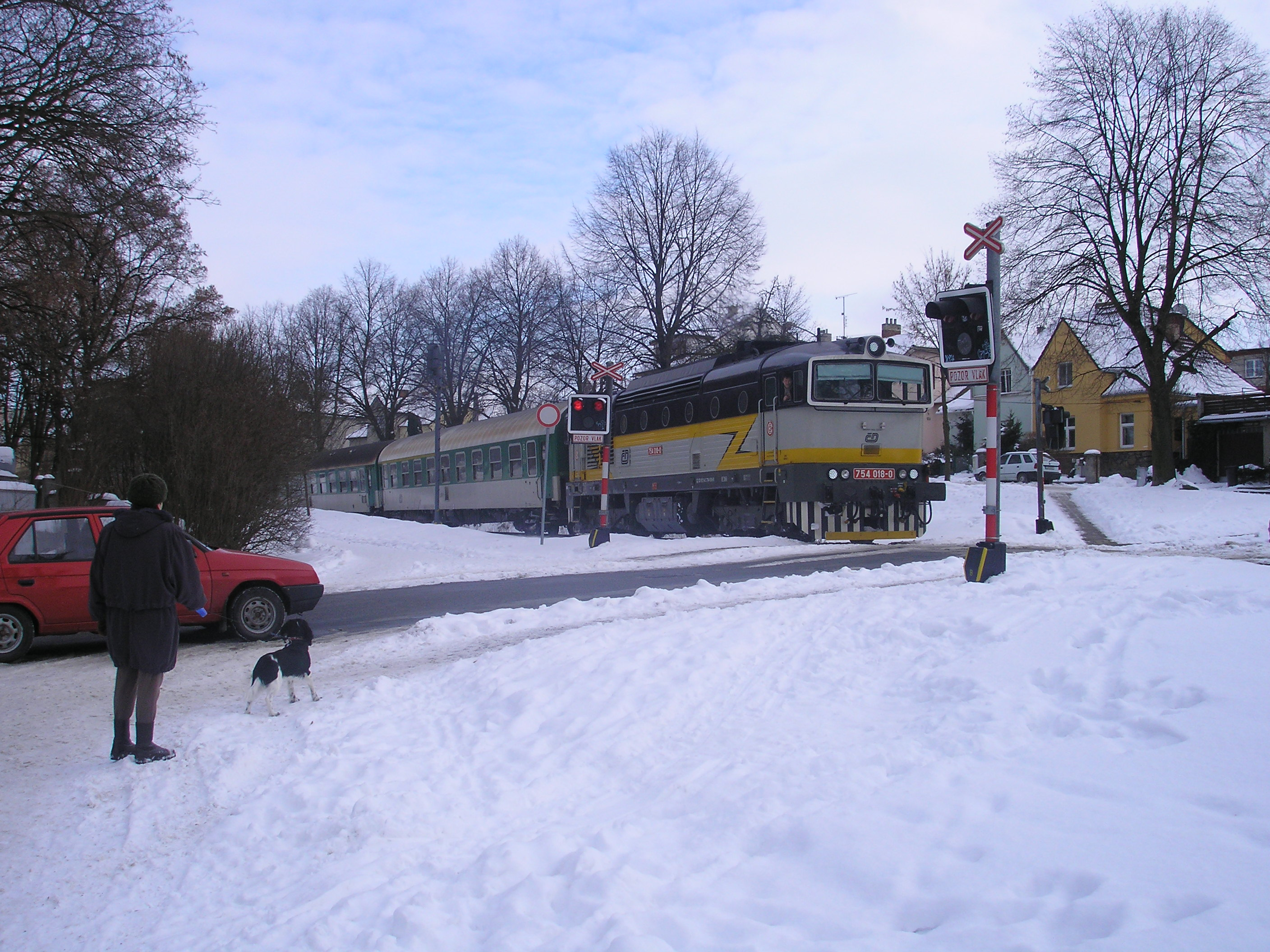
Lokomotiva 754 u starého hřbitova v Třebíči
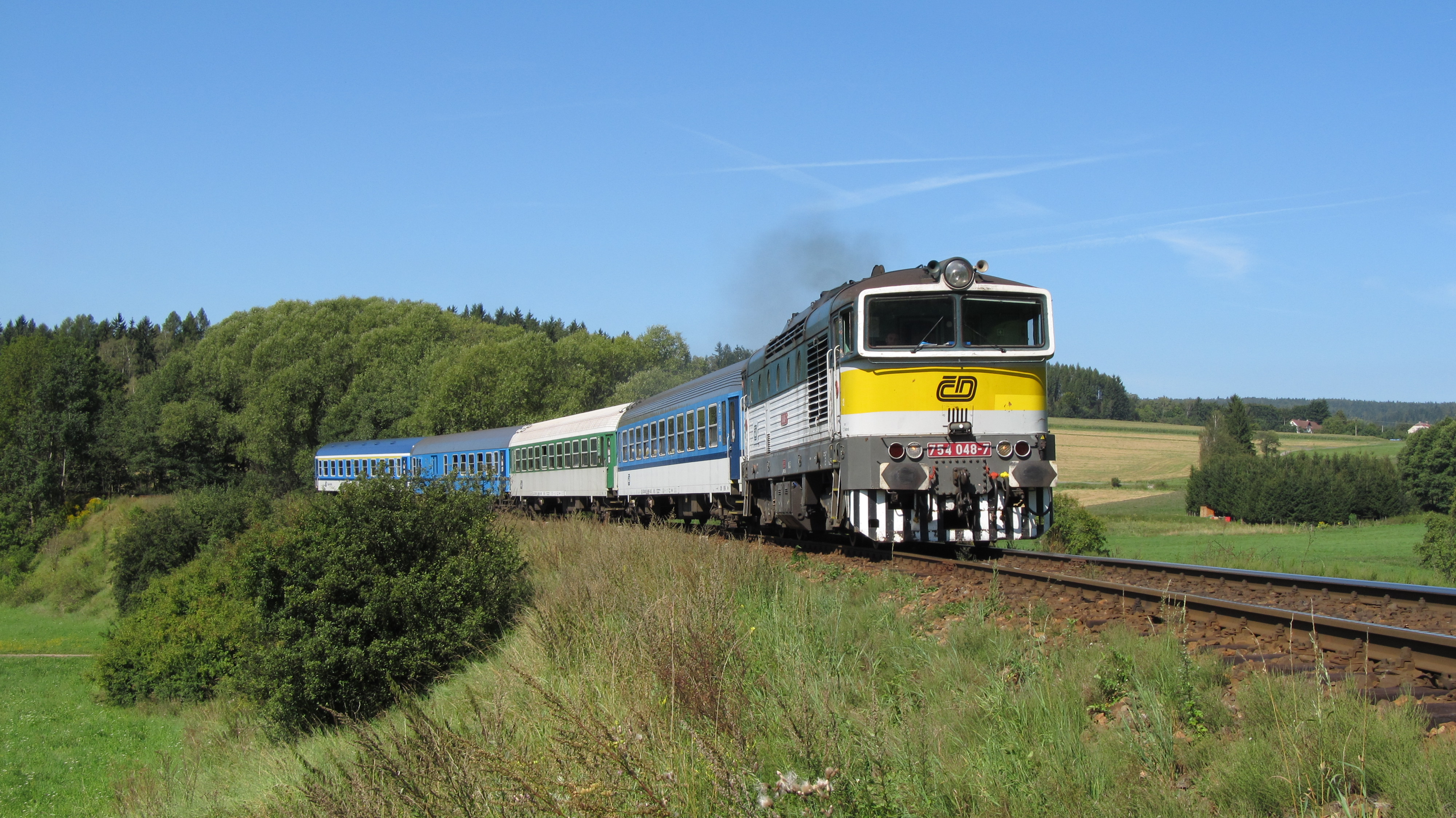
Lokomotiva řady 754 v čele rychlíku 850 Sněžka
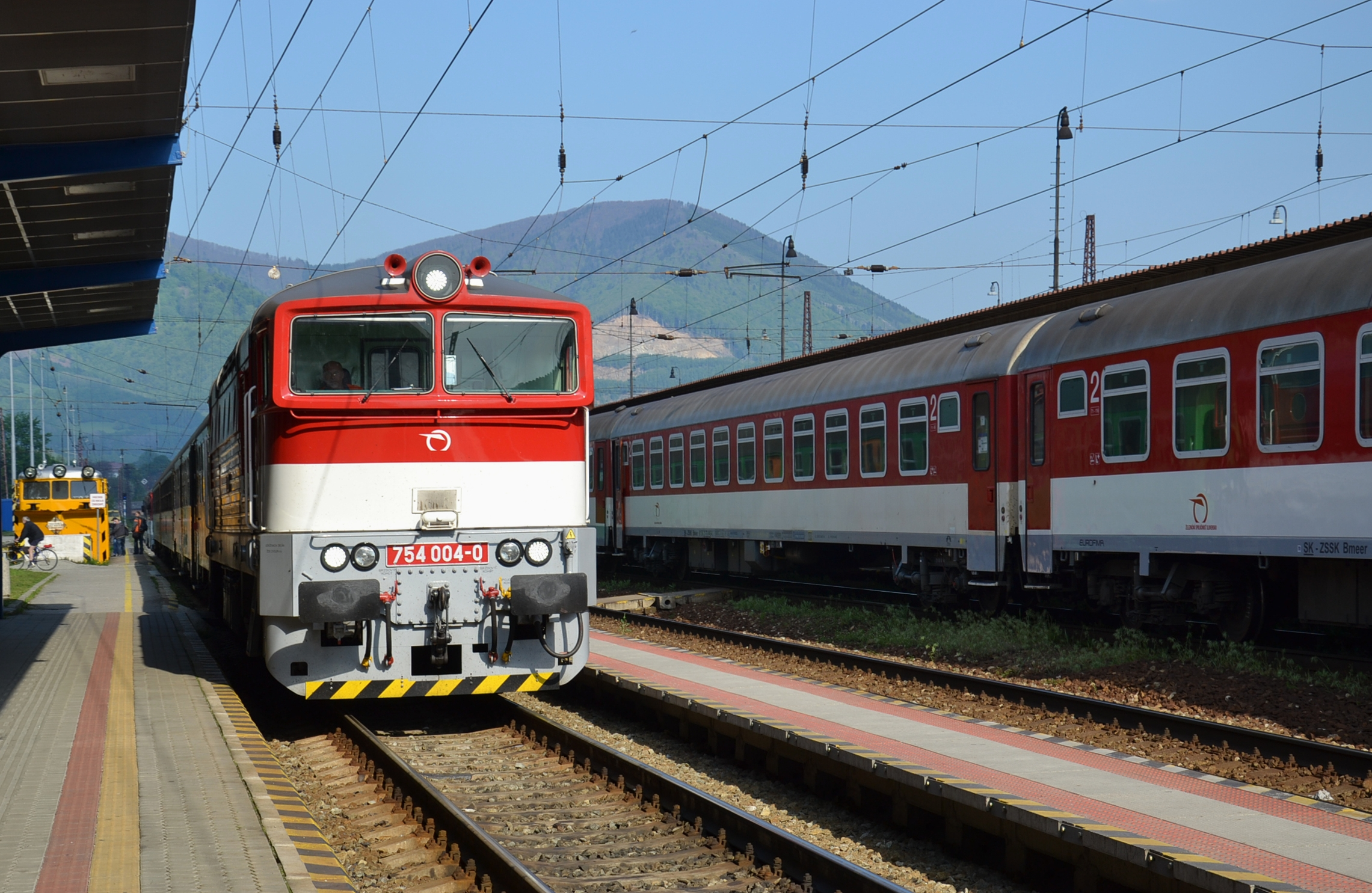
Lokomotiva 754 ve Vrútkách, Slovensko
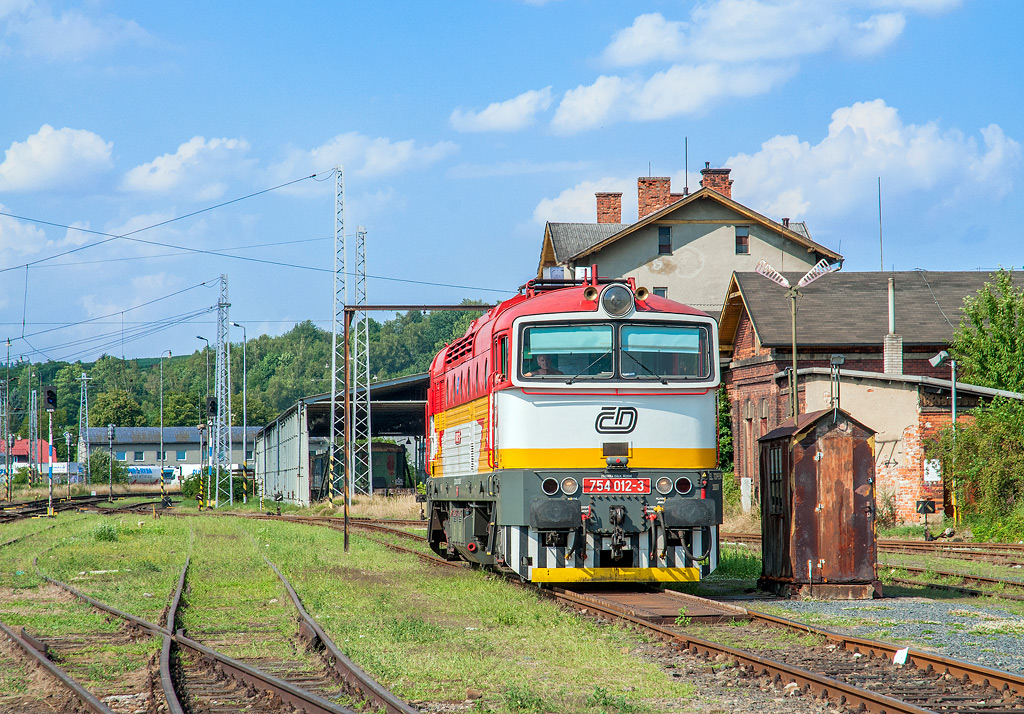
Lokomotiva 754.012 DKV Brno ve Valašském Meziříčí
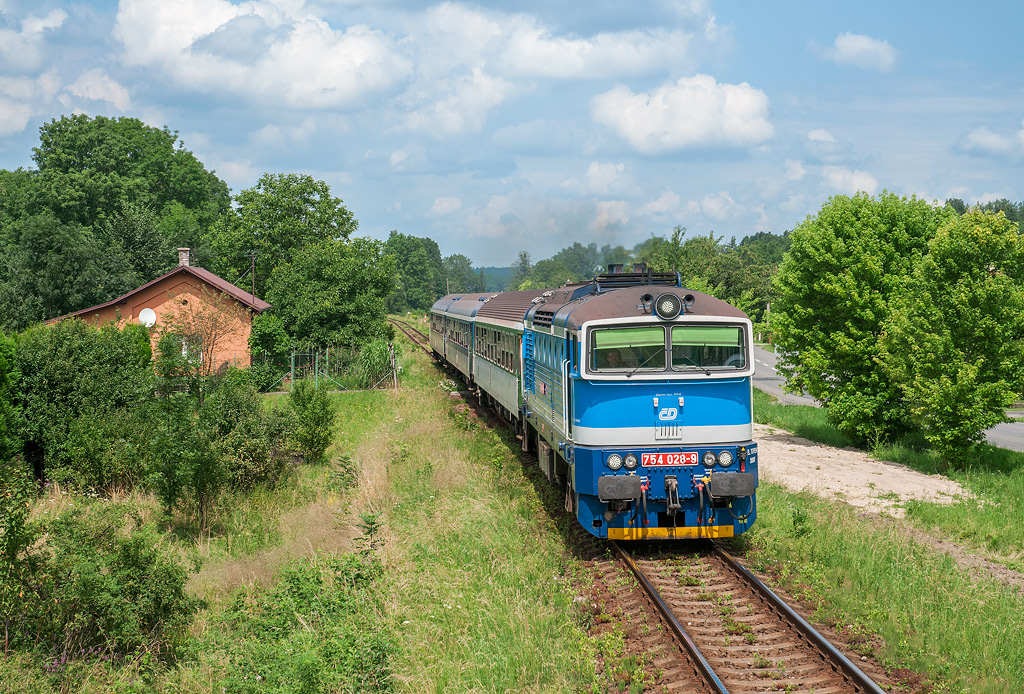
Lokomotiva 754.028 s osobním vlakem do Frenštátu pod Radhoštěm v Pržně
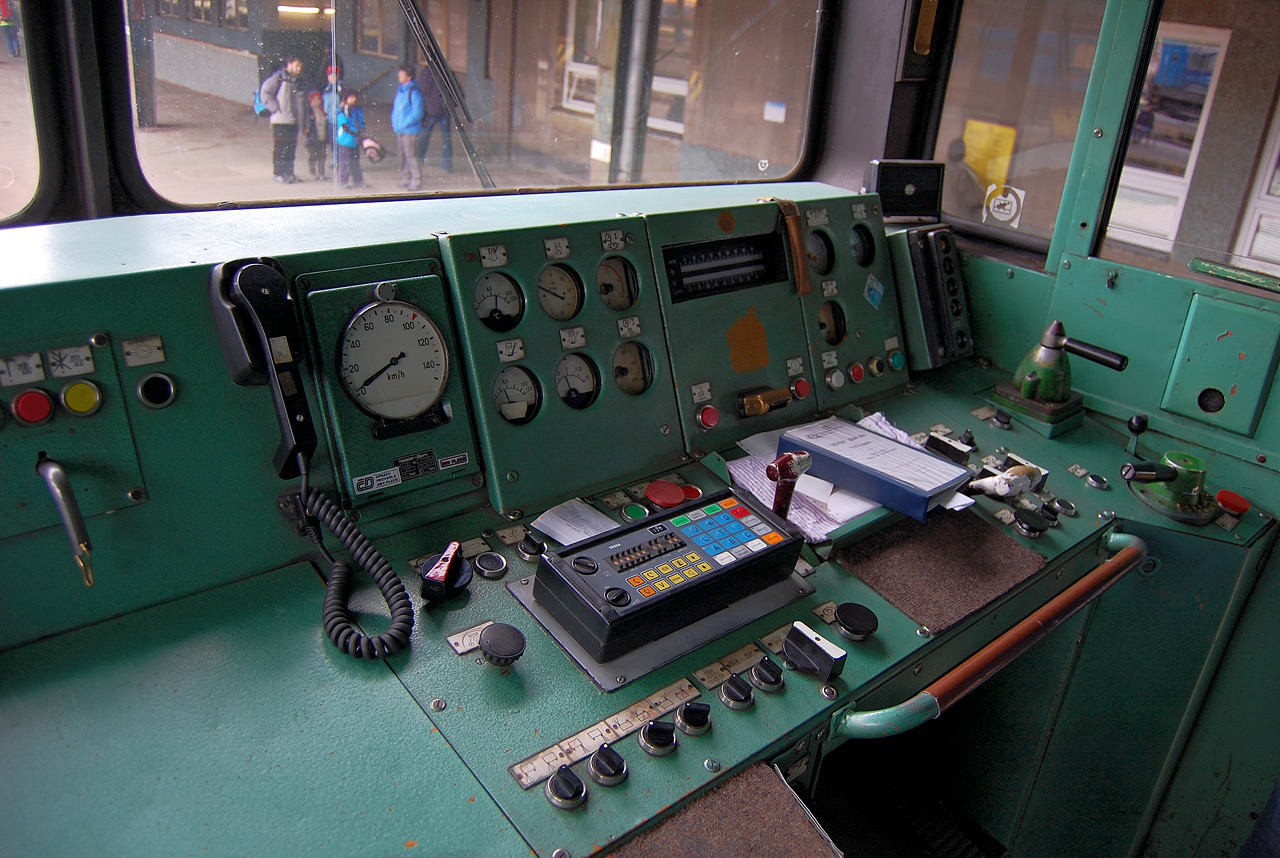
Stanoviště lokomotivy 754.006 v původním provedení
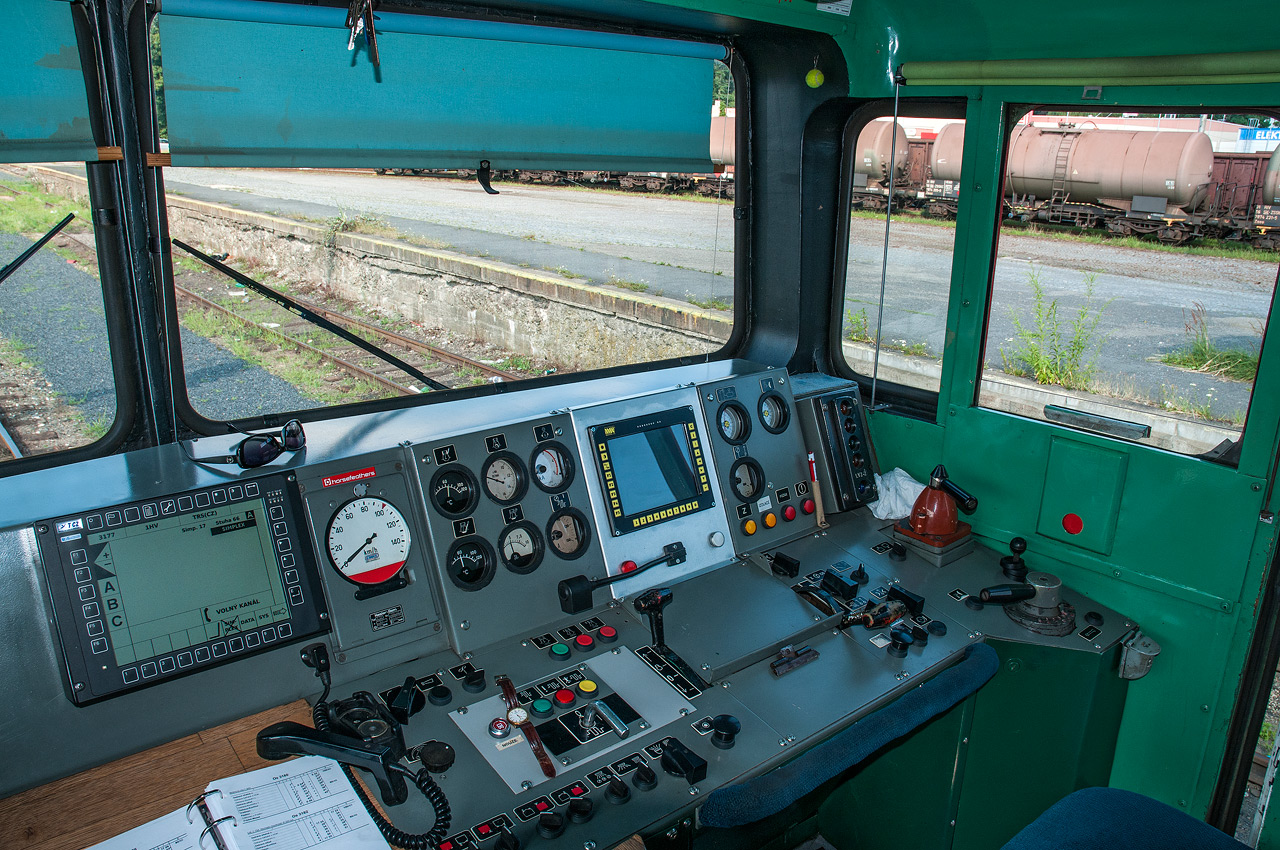
Stanoviště lokomotivy 754.012, osazené elektronickým řídicím a diagnostickým systémem MSV Elektronika
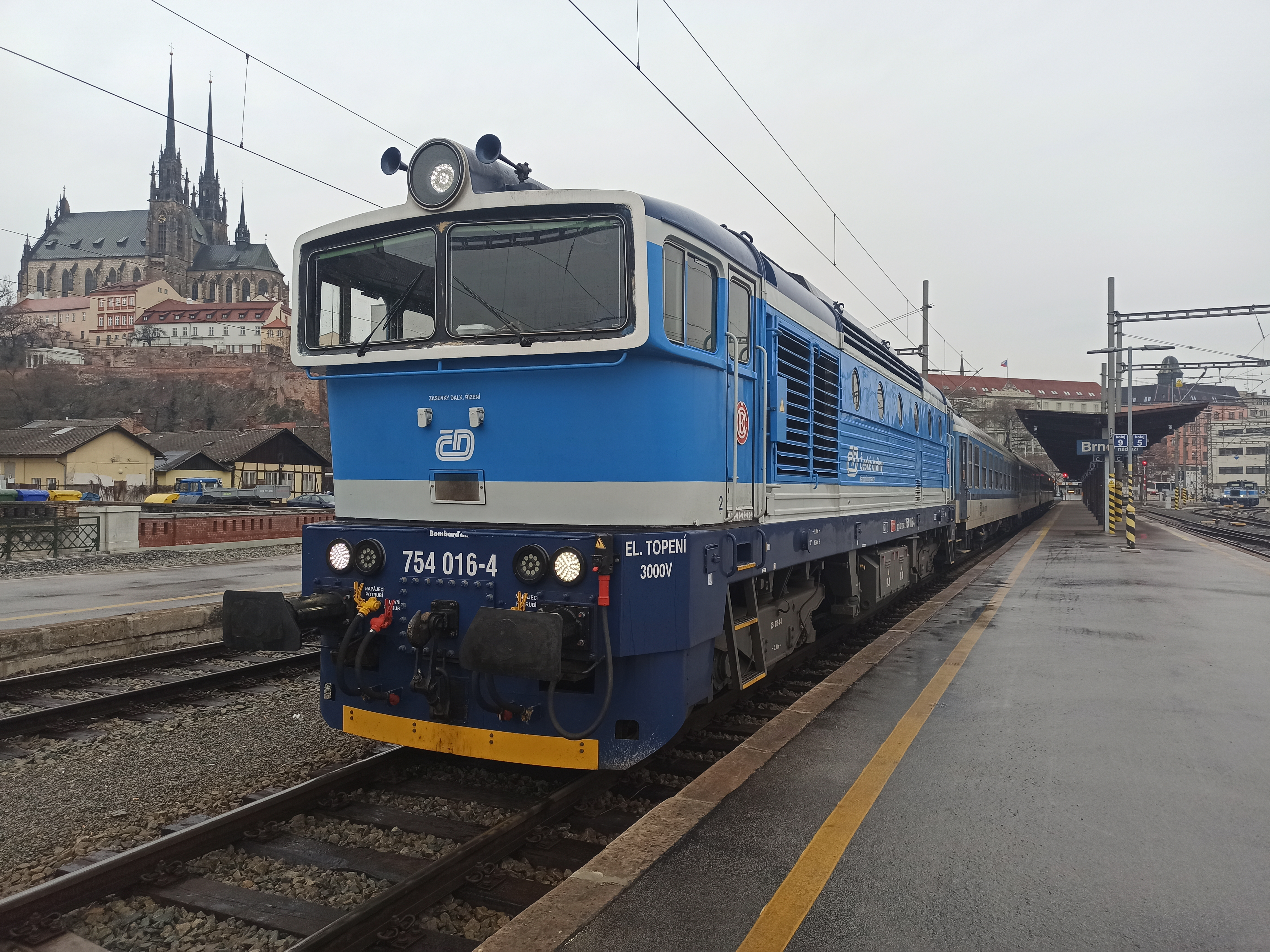
Dieselová lokomotiva 754.016 ve stanici Brno hlavní nádraží